# The Quiet Man
The Quiet Man (pt: O Homem Tranquilo / br: Depois do Vendaval) é um filme norte-americano de 1952 dirigido por John Ford.
Foi lançado em 6 de Junho de 1952, em Londres e Dublin.
August 21, 1952 (New York)

## Sinopse
Pugilista retorna à Irlanda e se apaixona por moça local.

## Elenco principal
- John Wayne	 ... 	Sean Thornton
- Maureen O'Hara	 ... 	Mary Kate Danaher
- Barry Fitzgerald	 ... 	Michaleen Oge Flynn
- Ward Bond	 ... 	padre Peter Lonergan
- Victor McLaglen	 ... 	'Red' Will Danaher
- Mildred Natwick	 ... 	viúva Sarah Tillane
- Francis Ford	 ... 	Dan Tobin
- Eileen Crowe	 ... 	sra. Elizabeth Playfair
- May Craig	 ... 	pescadora na estação
- Arthur Shields	 ... 	rev. Playfair
- Charles B. Fitzsimons	 ... 	Hugh Forbes
- James O'Hara	 ... 	padre Paul
- Sean McClory	 ... 	Owen Glynn
- Jack MacGowran	 ... 	Ignatius Feeney
- Joseph O'Dea	 ... 	Molouney
- Eric Gorman	 ... 	Costello (maquinista)
- Kevin Lawless	 ... 	foguista
- Paddy O'Donnell	 ... 	chefe da estação
- Ruth Clifford ... Mãe (não-creditada)
- Pat O'Malley.[2] Homem no bar (não creditado)

## Prêmios e indicações
Oscar (1953)
- Vencedor

Oscar de melhor diretor (John Ford)
Oscar de melhor fotografia
- Indicado nas categorias:

Melhor ator coadjuvante (Victor McLaglen)
Melhor direção de arte
Melhor filme
Melhor roteiro adaptado (Frank S. Nugent)
Melhor mixagem de som
Golden Globes
- Indicado nas categorias melhor diretor e melhor filme.